# Most Kamienny w Sankt Petersburgu
Most Kamienny w Petersburgu (ros. Каменный мост в Санкт-Петербурге) – kamienny most łukowy położony w Petersburgu, stanowiący przeprawę nad kanałem Gribojedowa w historycznym centrum miasta. 
Most został wybudowany w latach 1774-1778, był jednym z dwóch pierwszych kamiennych mostów nad kanałem, stąd wzięła się jego nazwa. Łuk mostu został wykonany z bloków granitowych, a jego konstrukcja od chwili wybudowania ani razu nie została zmieniona, poza drobnymi pracami rekonstrukcyjnymi. Most ma długość 19,7 metra, i szerokość 13,88 metrów, leży w ciągu ulicy Grochowej (ros: Гороховая улица).